# Tomás Mac Síomóin
Tomás Mac Síomóin [ˈtʊmɑːs (m)ək ˈʃiːmoːnʲ] (* 19. Februar 1938 in Dublin; † 17. Februar 2022 in Valencia) war ein irischer Autor und Biologe.

## Leben
Tomás Mac Síomóin wurde als Sohn eines Beamten geboren. Nach dem Besuch einer Schule der Christian Brothers in Dublin absolvierte er ein Studium der Botanik am University College Dublin, das er 1960 abschloss. Von 1960 bis 1961 studierte er Pflanzenvirologie an der Landbouwhogeschool Wageningen in Wageningen in den Niederlanden. Es schloss sich eine Forschungstätigkeit an der Cornell University in Ithaca in den USA im Themenbereich der Virologie an. Mac Síomóin promovierte im Bereich der Pflanzenpathologie und arbeitete als Dozent an mehreren Hochschulen in der Republik Irland. Ab 1973 war er als Dozent für Biologie am College of Technology Dublin beschäftigt.
Als Schriftsteller verfasste Mac Síomóin Kurzgeschichten, Lyrik, Essays und zumindest einen Roman in irischer Sprache. Die Werke wurden u. a. in den irischen Zeitungen Comhar und Feasta veröffentlicht. Er übersetzte seine Arbeiten selbst ins Englische, wie auch „Ausgewählte Gedichte“ von Máirtín Ó Direáin (zusammen mit Douglas Sealy). Ins Irische wiederum übertrug er u. a. das Kommunistische Manifest und Gedichte von Ernesto Cardenal. Später erschienen von Mac Síomóin auch nicht-fiktionale Werke auf Englisch. 1977 unternahm er Vorlesungen in gälischsprachigen Gebieten Schottlands und in Edinburgh. Zusammen mit seiner zweiten Frau Karen Dietrich, einer Illustratorin, gründete er den Verlag Nuascéalta (dt. „Nachrichten“), in dem u. a. drei Romane Liam O’Flahertys wiedererschienen, die seit ihrer Erstveröffentlichung in den 1920er bzw. 1930er Jahren in Irland verboten gewesen waren.
Tomás Mac Síomóin starb im Februar 2022, zwei Tage vor seinem 84. Geburtstag, in Spanien, das er ab 1998 zu seiner neuen Heimat gemacht hatte.

## Auszeichnungen (Auswahl)
Auf dem Kulturfestival Oireachtas na Gaeilge gewann er 1974, 1975 und 1977 Preise für Kurzgeschichten und Gedichte. Im Jahr 1977 erhielt er auch einen Preis des Arts Council der Republik Irland.

## Werke (kl. Auswahl)
- Damhna (Plasma), 1975
- Mac Lír, 1978
- An Tionscadal, Science-Fiction-Roman, ca. 2007
- The Broken Harp. Identity and Language in Modern Ireland, 2014
- The Gael Becomes Irish. An Unfinished Odyssey, 2020
- From One Bright Island Flown. Irish Rebels, Exiles, and Martyrs in Latin America, 2022